# Xã Emporia, Quận Lyon, Kansas
Xã Emporia (tiếng Anh: Emporia Township) là một xã thuộc quận Lyon, tiểu bang Kansas, Hoa Kỳ. Năm 2010, dân số của xã này là 907 người.